# Edward Lloyd (gubernator Maryland)
Edward Lloyd (ur. 22 lipca 1779, zm. 2 czerwca 1834 w Annapolis, Maryland) – amerykański polityk z Maryland. W latach 1806–1809 był przedstawicielem siódmego okręgu wyborczego w stanie Maryland w Izbie Reprezentantów Stanów Zjednoczonych. W latach 1809–1811 piastował stanowisko gubernatora stanu Maryland. W latach 1819–1826 był senatorem Stanów Zjednoczonych z Maryland.